# Malaltia de Hirschsprung
La malaltia de Hirschsprung o megacolon aganglionar és una obstrucció del còlon deguda a moviments anòmals d'aquest, d'origen genètic i present al néixer.

## Fisiopatologia
El peristaltisme són les contraccions musculars intestinals que es deuen a l'excitació produïda per les neurones ganglionars presents a la capa muscular dels intestins de tal manera que el bol alimentari es mobilitza pel tracte intestinal.
A la malaltia de Hirschsprung aquestes neurones es troben absents a l'intestí d'una manera parcial més o menys accentuada. Aquestes àrees aganglionades no poden empènyer el bolus i es causa una detenció del seu avanç, de tal manera que el material queda retingut i acumulant-se enrere a partir del lloc del bloqueig causant que l'intestí i l'abdomen s'inflin. Si la malaltia és greu, és possible que el nounat no arribi a eliminar el meconi o no pugui eliminar la matèria fecal i arribi a vomitar..
És probable que els casos més lleus no es diagnostiquin fins a una edat més avançada. En els nens més grans, la malaltia pot presentar-se en forma de restrenyiment crònic, distensió abdominal i retard en el desenvolupament.

## Incidència
La malaltia de Hirschsprung causa aproximadament el 25% de les obstruccions intestinals en nounats i és cinc vegades més freqüent en mascles que en femelles. Aquesta malaltia es troba associada ocasionalment amb altres síndromes congènits o hereditaris (com ara la Síndrome de Down).

## Símptomes
- Dificultat al passar el meconi després del naixement.
- Dificultat al passar la primera deposició no meconial entre las primeres 24 i 48 hores després del naixement.
- Restrenyiment.
- Distensió abdominal.
- Diarrea aquosa (al nounat).
- Escàs augment de pes.
- Retard en el creixement (en nens d'entre 0 i 5 anys).
- Malabsorció

## Signes
En un examen físic, és possible arribar a pressentir les nanses intestinals a la palpació abdominal i en un examen rectal es pot detectar una pèrdua del to muscular als músculs rectals.

## Exploracions complementàries

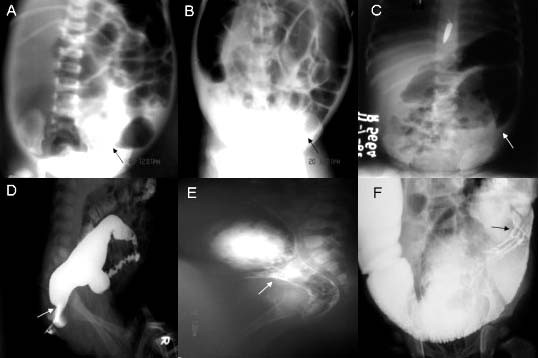
Radiografies en les que es mostren (amb fletxes) les zones de transició (ZT), en forma d'embut, situades entre les zones aganglionada i normal (o ganglionada, aquesta última és més proximal i queda dilatada).
Radiografia simple d'abdomen: A. ZT rectosigmoide. B: ZT en la part mitjana del còlon sigmoide. C: ZT en el còlon descendent.
Ènema de contrast: D: ZT rectosigmoide. E: ZT en la part mitja del còlon sigmoide. F: ZT en el còlon descendent.

- Radiografia abdominal: mostrarà una distensió del colon amb gas i femtes.
- Ènema opac.
- Manometria anal: per a avaluar la pressió de l'esfínter.
- Biòpsia rectal: mostrarà l'absència de neurones ganglionars.

## Tractament
La secció anormal del còlon ha de ser extirpada quirúrgicament. Habitualment es realitza una colostomia en el moment del diagnòstic i un procediment definitiu posteriorment al primer any de vida.

## Pronòstic
Els símptomes desapareixen en el 90% dels nens rere el tractament quirúrgic.
S'ha associat un millor pronòstic amb un tractament oportú i amb una menor afectació

## Possibles complicacions
- Perforació intestinal
- Enterocolitis
- Síndrome de l'intestí curt